# Espina bífida
L'espina bífida és un defecte del tub neural, que es caracteritza pel fet que un o uns quants arcs vertebrals posteriors que no han fusionat correctament durant la gestació i la medul·la espinal queda sense protecció òssia. El Dia Mundial d'aquesta malaltia se celebra el 21 de novembre.
- Quan és provocada pel mielomeningocele, la medul·la espinal i les membranes que la recobrixen sobresurten de l'esquena de l'infant. Es tracta d'una protrusió en forma de bossa, visible a la part mitjana o a la part baixa de l'esquena del nounat, acompanyada de debilitat als malucs, cames i peus.

- En altres casos, l'espina bífida és oculta perquè, tot i que els ossos de la columna no es tanquen, la medul·la espinal i les meninges romanen al seu lloc i generalment la pell cobreix el defecte; els indicis d'una espina bífida oculta són un floc de pèl a l'àrea sacra (part del darrere de la pelvis) i un clot al sacre.

- En el cas provocat pel meningocele, les meninges sobresurten pel defecte de les vèrtebres, però la medul·la espinal roman al seu lloc.

La causa última de l'espina bífida es desconeix, si bé es creu que va lligada a la deficiència d'àcid fòlic i que té un component hereditari.

## Conseqüències

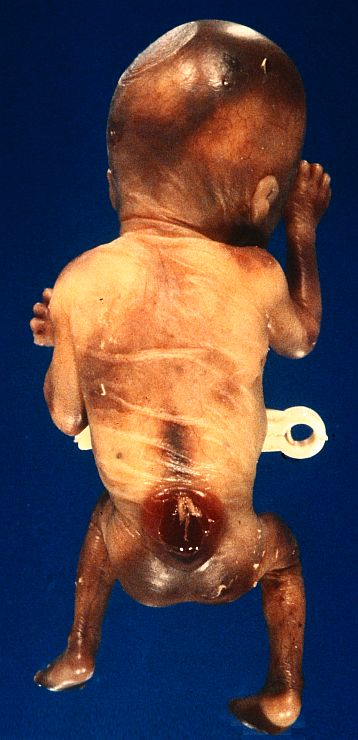
Mielomeningocele

La protrusió de la medul·la i les meninges causa danys a la medul·la espinal i a les arrels dels nervi, que fan que minvi la coordinació o que falli la funció de les àrees corporals que són controlades a la zona del defecte o d'aquí per avall. Els símptomes inclouen una paràlisi total o parcial de les cames, amb la falta de sensibilitat parcial o total corresponent, i pot haver-hi pèrdua del control de la bufeta urinària o dels intestins. D'altra banda, la medul·la espinal que està exposada és més fàcil que s'infecti (meningitis). L'infant amb espina bífida també pot presentar altres trastorns congènits, generalment trastorns de la medul·la espinal o del sistema musculoesquelètic com la hidrocefàlia (que arriba a afectar 90% dels infants amb mielomeningocele), siringomièlia, dislocació del maluc o trastorns similars.